# 解放者内战
解放者内战（公元前43-前42年）是后三头同盟为报复尤利烏斯·凱撒被刺杀而发动的羅馬內戰。作戰雙方分別為马克·安东尼、奥古斯都的军队以及刺杀凯撒的一方马库斯·尤尼乌斯·布鲁图斯、盖乌斯·卡西乌斯·朗吉努斯领导的的军队（被称为解放者）。马库斯·尤尼乌斯·布鲁图斯、盖乌斯·卡西乌斯·朗吉努斯的軍隊在公元前42年10月爆發的腓立比戰役中被后三头同盟击败。马尔库斯·尤利乌斯·布鲁图斯、盖乌斯·卡西乌斯·朗基努斯最終雙雙自杀。